# Pays d'Ouche

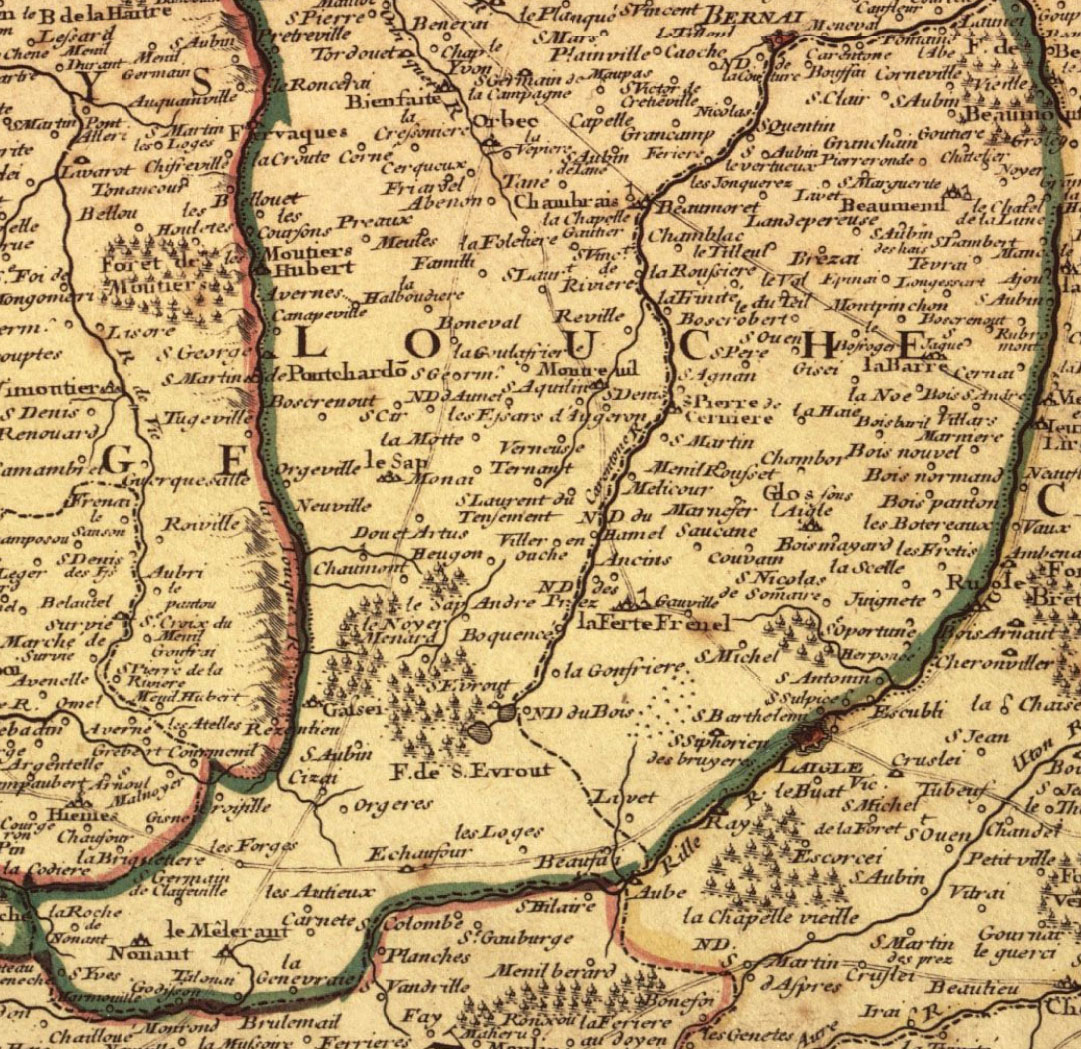
Pays d'Ouche in 1716

Het Pays d'Ouche is een streek in de Franse regio Normandië. De streek ligt in het noordoosten van het departement Orne en het zuidwesten van het departement Eure.

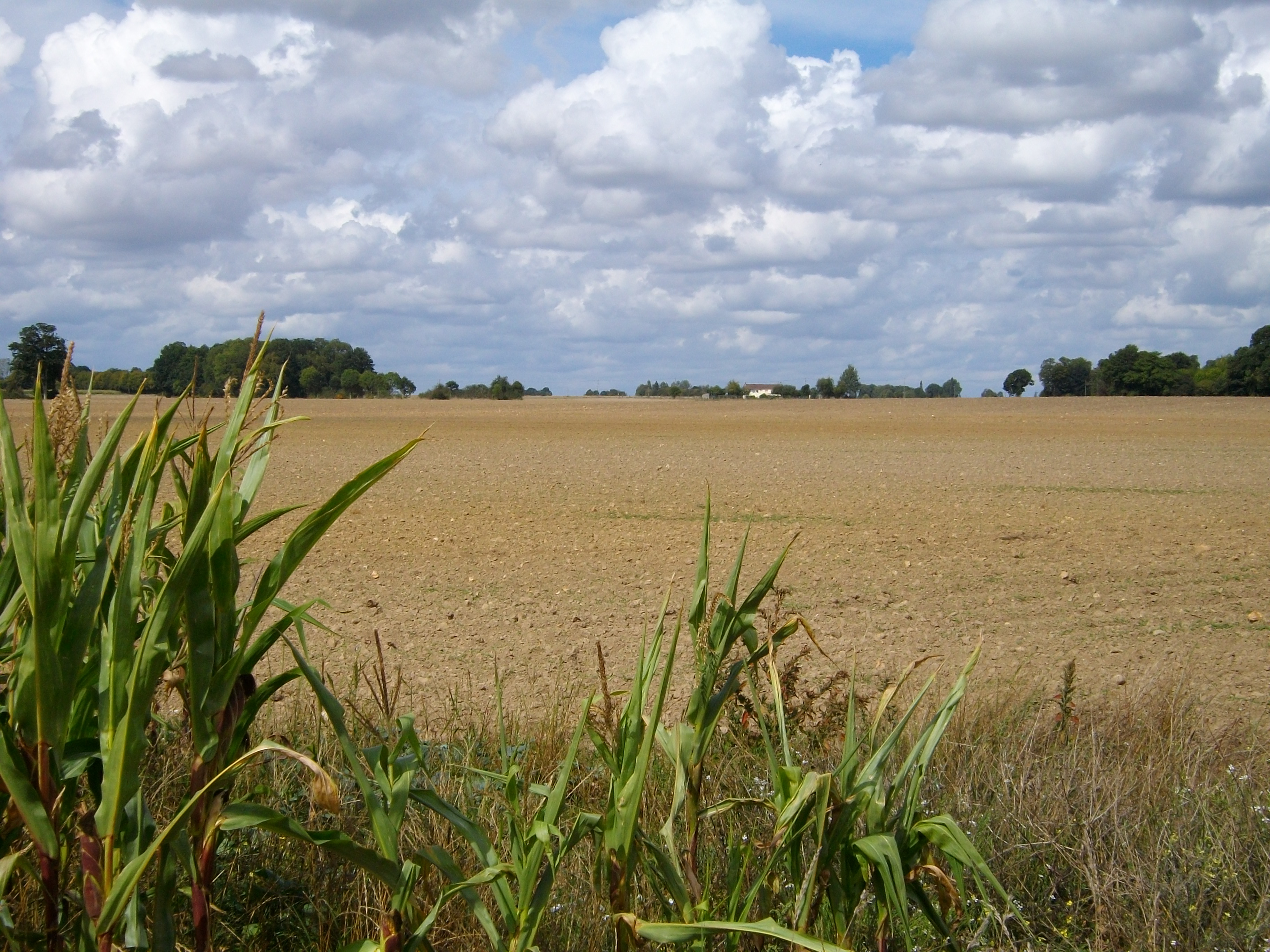
Landschap in Granchain in het Pays d'Ouche

De streek ligt rond de vallei van de Risle, stroomopwaarts van Beaumont-le-Roger. In het noorden wordt ze begrensd door de rivier de Charentonne en in het oosten door de Iton. De streek grenst in het westen aan het Pays d'Auge en aan de streken Campagne de Falaise en Campagne d'Alençon; in het zuiden aan de Perche en de Thymerais; in het oosten aan de Campagne de Saint-André; en in het noorden aan de Lieuvin en de Campagne du Neubourg.
Het Pays d'Ouche is een plateau op een hoogte tussen ongeveer 200 en 300 m. Het is een landbouwstreek met bocagelandschappen en open velden. De streekt telt ook enkele bossen, zoals het Forêt de Breteuil, Forêt de Saint-Évroult, Forêt de Conches en het Forêt de Beaumont. 

## Toponiem
In het middeleeuws Latijn werd de streek Uticus Pagus genoemd. De oudste vermelding van Uticus werd in 900 gebruikt om de Abdij van Saint-Évroult aan te duiden: monasterio qui vocatur Uticus. Uit 1048 dateert een vermelding als Utica, uit 1088 als Occa.
De naam wordt verwezen in de naam van verschillende (voormalige) gemeenten.
In het departement Eure:
La Barre-en-Ouche,
Mesnil-en-Ouche,
Bosc-Renoult-en-Ouche,
Conches-en-Ouche,
Le Noyer-en-Ouche,
Livet-en-Ouche,
Tilleul-en-Ouche,
Treis-Sants-en-Ouche en
Sainte-Marguerite-en-Ouche.
In het departement Orne:
La Ferté-en-Ouche en
Villers-en-Ouche.